# Samsung Galaxy A42 5G
Samsung Galaxy A42 5G(Samsung Galaxy M42 5G、一部の国ではSamsung Galaxy M42 5Gとも呼ばれる)は、三星電子がAシリーズの一部として開発したアンドロイドスマートフォンである。 この携帯電話は2020年9月2日、サムスンの仮想「ライフ·アンストッパブル」イベント中に発表され、ギャラクシーA41の後継機種として2020年11月11日に初めて発売された。 携帯電話にはアンドロイド10とサムスンのカスタムワンUI2.5ソフトウェアオーバーレイがプリインストールされている。 インドで「Samsung Galaxy M42 5G」と改名され、2021年5月1日にMシリーズラインナップで発売された。